# Joseph Carl Bernard
Joseph Carl Bernard (* 26. Januar 1780 in Horatitz bei Schiesselitz, Böhmen; † 31. März 1850 in Wien) war ein österreichischer Journalist, Schriftsteller und Librettist.

## Leben
Bernard wurde 1780 in Horatitz als Sohn des Bauern Anton Bernard und dessen Frau Maria Elisabetha geboren. Er war nach seinem Studium überwiegend journalistisch tätig, so als Herausgeber von Periodika, die das Theater betreffen, etwa Friedensblätter. Eine Zeitschrift für Leben, Litteratur und Kunst sowie Thalia. ein Abendblatt, den Freunden der dramatischen Muse geweiht. Ab 1817 gab er über einen Zeitraum von dreißig Jahren als Chefredakteur die Wiener Zeitung heraus.
Bekannt wurde er auch mit seinen Libretti zu Louis Spohrs Oper Faust (Prag 1816) und Conradin Kreutzers Libussa (Wien 1822). Sein Libretto zu dem Oratorium Der Sieg des Kreuzes war für Beethoven bestimmt, wurde von diesem aber nicht vertont.

## Werke
- Hymenaeus auf das Beylager Napoleons, Kaisers der Franzosen, Königs von Italien u.s.w., Wien und Triest: Geistinger, 1810 (Digitalisat)
- Libussa. Romantische Oper in drey Aufzügen, Wien: Wallishausser, 1823 (Digitalisat)